# Zalaigrice
Zalaigrice là một thị trấn thuộc hạt Zala, Hungary. Thị trấn này có diện tích 7,73 km², dân số năm 2010 là 125 người, mật độ 16 người/km².